# Christian Enoch Wiesener
Christian Enoch Wiesener (* 27. Oktober 1798 in Barth; † 5. Juli 1861 in Wolgast) war ein deutscher evangelisch-lutherischer Geistlicher und Dichter. Er stand von 1836 bis zu seinem Tode als Superintendent der Synode Wolgast vor.

## Leben
Geboren als Sohn eines Organisten in Barth, besuchte er die Stadtschule in Barth und studierte ab 1818 an der Universität Greifswald. Neben Theologie und Philosophie hörte er auch Vorlesungen über Geschichte und Mathematik. 
Ab 1822 unterrichtete er als Hauslehrer die Kinder eines Hauptmanns von Corswant in Kuntzow. Die jüngste Tochter, Emilie von Corswant, wurde später seine Ehefrau. Während seiner Zeit als Hauslehrer absolvierte er die theologischen Examina. 1823 wurde er Pastor in Reinkenhagen. Er verfasste lyrische Dichtungen, die in der Zeitschrift Sundine, einem von Friedrich von Suckow in Stralsund herausgegebenen Unterhaltungsblatt, veröffentlicht wurden. Ferner veröffentlichte er eine Sammlung seiner Predigten unter dem Titel „Das Gotteshaus“.
1836 wurde er zum Superintendenten in Wolgast ernannt. Hier schrieb er eine Novelle, die von der Beraubung der herzoglichen Gruft handelt.